# Giuseppe Rockossian
Giuseppe Rockossian (alt.: Rokossian, armenisch Յովսէփ Ռոքոսեան; * 15. Mai 1848; † 8. Juni 1931) war ein Geistlicher der Armenisch-katholischen Kirche und Patriarch von Istanbul.

## Leben
Rockossian empfing im Juni 1871 das Sakrament der Priesterweihe. Am 1. Oktober 1911 wurde er zum Titularerzbischof des armenischen Titularerzbistums Achrida und zum Weihbischof des armenischen Patriarchats von Kilikien ernannt. Die Bischofsweihe spendete ihm am 22. Oktober 1911 der Patriarch von Kilikien, Boghos Bedros XIII. Terzian; Mitkonsekratoren waren Erzbischof Avedis Bedros XIV. Arpiarian, Weihbischof von Kilikien und Houssig Gulian, emeritierter Patriarch der 1854 aufgelösten Erzeparchie Mardin. 
1928 wurde Rockossian zum Patriarchen der neu errichteten Erzeparchie Istanbul gewählt und am 1. Juli 1928 von Papst Pius XI. in diesem Amt bestätigt. Er verblieb in diesem Amt, bis er im Jahr 1931 83-jährig verstarb.